# Werner Miethe
Werner Miethe, né le 17 juillet 1906 à Berlin et mort en 1968, est un coureur cycliste, spécialiste des courses de six jours, et manager allemand.

## Biographie

### Carrière sportive
Il établit un record du monde de l'heure amateur couvrant 41,947 kilomètres à Munich en septembre 1924,,. À partir de 1926, il prend le départ de 44 courses de six jours. 
Il est le soigneur et manager de Herbert Sieronski (en) lors de Bordeaux-Paris 1932. La même année, il est l'adjoint de Paul Krolle qui est directeur du vélodrome de Breslau
Il remporte les Six jours de Cleveland en 1934 avec Gustav Kilian et Heinz Vopel. Les trois hommes passent de nombreux mois ensemble aux États-Unis. En 1935, il émigre officiellement aux États-Unis.
Vers 1938, Miethe dirige l'équipe Kilian/Vopel. Il organise les Six jours de Chicago 1938 ; l'organisateur, les coureurs et les managers écopent d'une amende de 30 000 francs et d'un an de suspension par la fédération américaine,.
Lors de sa visite en Allemagne en 1939, quatre semaines avant de recevoir son passeport américain, on lui interdit de retourner aux États-Unis. Il est rapidement enrôlé dans l’armée allemande.

### Espion pendant la guerre
En 1939, l'Abwer recrute Miethe pour des activités d'espionnage. Il ouvre un magasin de pneus à Saint Nicolas. En 1940, il est arrêté en Belgique et condamné à sept ans de prison en avril, ;  il est libéré par la Wehrmacht en mai 1940. Dans les dernières années de la guerre, il aurait travaillé comme agent d'infiltration pour la Gestapo et, avec Peter Steffes aurait vendu de la contrebande et des d'objets de valeur pris à des juifs français victimes du pogrom nazi.

### Après guerre
Werner Miethe est l'un des cofondateurs et partenaires du constructeur de voitures de sport Veritas, crée par Ernst Loof, Georg Meier et Lorenz Dietrich, en mars 1947. Miethe assume la tâche d’homme de contact avec le gouvernement et les fournisseurs. En mars 1949, lors d'un voyage d'affaires à Paris, Miethe assiste à un match de boxe, et est reconnu comme un ancien hauptsturmführer de la Gestapo à Paris. Il est arrêté, mais est libéré après quelques jours de prison.
En 1950, Veritas fait faillite. Miethe ouvre ensuite une station-service à Berlin et vit dans des « conditions luxueuses », comme l'a découvert, la police, après avoir fait l'objet d'enquêtes répétées pour « diffusion d'écrits obscènes ». Une tentative de s'impliquer à nouveau dans le cyclisme échoue. Il travaille à nouveau comme manager de coureurs dans les années 1950 et est également élu président du groupe berlinois de l'association des coureurs professionnels. Il y a des allégations selon lesquelles il essaye de monopoliser la scène allemande des six jours, à tel point que la fédération allemande de cyclisme, le menace de lui retirer sa licence. En décembre 1951, Der Spiegel cite un magazine cycliste suisse :« L'ancien coureur allemand de six jours Miethe contrôle pratiquement tous les circuits allemands et exige que vous suiviez ses ordres. Les directeurs des vélodromes ont simplement laissé faire. Lorsqu'on ne se soumet pas aux exigences de ces messieurs, on s'expose aux représailles de nombreux coureurs qui les servent, ainsi que du jury. En pratique, M. Miethe supervise tous les jurys». Lors d'une réunion de l'association générale des coureurs professionnels, la majorité des délégués refuse de l'autoriser à participer à l'événement en tant qu'invité et de lui accorder une nouvelle licence de superviseur. Miethe s'est alors complètement retiré du cyclisme.

### Enquête sur la mort d'Albert Richter
En 1966, lors de l'enquête sur la mort d'Albert Richter, Miethe tombe dans le collimateur du parquet. Richter, coureur cycliste sur piste originaire de Cologne, devient champion du monde amateur de sprint en 1932. Fin 1939, il tente de faire passer clandestinement de l'argent de Cologne en Suisse pour un ami juif, et est découvert par les douanes. Quelques jours plus tard, il meurt dans des circonstances floues à la prison de Lörrach ; Il a probablement été tué par la Gestapo. Miethe a été désignée comme l'une des nombreuses personnes soupçonnées d'avoir trahi le projet de contrebande de Richter auprès des autorités. Miethe a pu souligner qu'il aurait été emprisonné en Belgique à l'époque en question. Le père d'Albert Richter ne croyait pas que Miethe le trahirait. Même s'il était nazi, il était bien disposé envers son fils.
La théorie la plus couramment admise est que Viktor Brack, agissant sur des informations de Werner Miethe ou de Peter Steffes, avait donné l'ordre de l'arrestation et de l'exécution du plus grand cycliste sur piste allemand.
L'historien, Pierre Chany, pense que Richter faisait de la contrebande. Miethe ou Steffes voulaient voir Ernst Berliner (de), l'entraîneur de Richter et c'est pourquoi Berliner et sa famille ont fui vers les Pays-Bas. Berliner et Richter sont restés en contact. Miethe et Steffes le savaient. Richter semblait avoir confiance en Steffes et pourrait même lui avoir parlé de l'argent destinée à un ami juif réfugié à l’étranger qu'il détenait au moment de son arrestation.

## Palmarès
- 1925
  - 2e d'un 20 km en demi-fond à Berlin[17]
  - Américaine sur 1 heure à Breslau associé à Koch[18]
- 1927
  - 2e des Six Jours de Dortmund avec Paul Kroll
  - 2e des six jours de Breslau  avec Paul Kroll[19]
  - Américaine de 3 heures à la  Rütt-Arena[note 4] associé à Fritz Knappe[20]

- 1929
  - 3e des Six Jours de Berlin avec Gottfried Hürtgen
  - 3e des six jours de Breslau avec Fritz Knappe
  - 3e des Six Jours de Francfort avec Alfons Goossens

- 1931
  - 2e des Six Jours de Cologne avec Gottfried Hürtgen

- 1934
  - Six Jours de Cleveland avec Gustav Kilian et Heinz Vopel[21],[22]
  - 2e des Six Jours de Milwaukee avec Gustav Kilian et Heinz Vopel[23]

- 1935
  - 3e des Six Jours de Kansas City avec Joep Clignet

- 1936
  - 3e des Six Jours de Minneapolis avec Heinz Vopel